# Fotolog.com
Fotolog.com, iniciado como Fotolog.net, fue el sitio web de publicación de fotografías más grande del mundo, incluso superando a Flickr.
 Estaba dedicado a blogs fotográficos, conocidos genéricamente como fotologs. Su último eslogan fue: Share your world with the world (en español: "Comparte tu mundo con el mundo"). Argentina fue el país con más cuentas creadas en Fotolog.

## Historia
Fotolog nació en mayo de 2002 como Fotolog.net. Sus creadores fueron Scott Heiferman, Adam Seifer y una tercera persona conocida solo como Spike. En diciembre de 2005 el sitio cambió su nombre a Fotolog.com. 

### Convenio con UBBI
Para potenciar el desarrollo de la comunidad, Fotolog selló en 2006 una alianza estratégica con UBBI, portal de nuevas tendencias parte de la empresa Prima del Grupo Clarín de Argentina. De este modo, usuarios de Argentina y Brasil podían pagar sus membresías Gold en moneda local a menor precio y por teléfono con tarjeta de crédito. En Chile acordaron un convenio de carga de fotos por celular. UBBI también tenía una versión en España y otra en México, otros dos países donde Fotolog tenía una fuerte presencia. Este convenio incluía la inclusión de banners de UBBI en el sitio de Fotolog y la imposición del prefijo "ubbiar" o "ubbibr" en las URLs de los fotologs en el mes de abril. Dicho convenio se cerró, perjudicando a cientos de usuarios que pagaban a través de UBBI.[cita requerida]
Cerca de mayo de 2007, se terminó el convenio con UBBI y los usuarios Gold tuvieron que volver a los métodos de pago internacionales como PayPal o transferencia bancaria a precio dólar y no en moneda local. Se dice que, durante el período que Fotolog trabajó con UBBI, fue el período en el que el sitio tuvo mayor cantidad de fallas, esta es una de las razones por las que finalizó dicho convenio.[cita requerida]

### 4 millones de dólares
En octubre del 2006, Fotolog.com estuvo en las noticias porque recaudó 4 millones de dólares en un aumento de capital. Se destacó que tenía 4,7 millones de miembros, cifra que antes de fin de mes superó los 5 millones.[cita requerida]

### La venta a Hi-Media
En noviembre de 2007, Hi-Media Group compró Fotolog.com en 90 millones de dólares. El monto se consideró exagerado, ya que en 2005 Yahoo! pagó 35 millones de dólares por Flickr.

### Nuevo formato
El 20 de junio de 2007, Fotolog.com puso a prueba una nueva interfaz en desarrollo, aplicándosela a las páginas de los usuarios. Luego, el 6 de julio de 2007, Fotolog sufrió un inesperado fallo en su sistema, lo que provocó que el servicio se encontrara suspendido durante aproximadamente un día. Al volver, el sistema de libro de visitas (guestbook) se encontraba deshabilitado por un error en la rutina del software de respaldo.
La poca comunicación entre los administradores y los usuarios, sumado al descontento, provocó la aparición de grupos de protesta. Estas manifestaciones atacaron también a los Group Fotolog.[cita requerida]
El martes 10 de julio, los libros de visita volvieron a la normalidad, con la pérdida de los mensajes del día del error de sistema; Fotolog.com anunció que los mensajes no se habían perdido y que finalmente se recuperarían.

### Gran crecimiento del sitio
El 30 de julio de 2007, Fotolog.com llegó a los 10 millones de cuentas creadas.[cita requerida] En el transcurso de 11 meses, el sitio creció de tal manera que ese número fue casi duplicado, superando los 18 millones de cuentas. Ese gran crecimiento y el sorprendente aumento de tráfico produjo grandes errores en los servidores, ya que no estaban preparados para algo de tal magnitud.[cita requerida] Estos errores se mantuvieron durante un tiempo considerable, lo que produjo el descontento de gran parte de los usuarios, sobre todo de quienes poseían una cuenta Gold Camera (cámara dorada).[cita requerida] En el segundo trimestre de 2008 Fotolog.com incorporó nuevos servidores y realizó diversos trabajos de mantenimiento y actualización de servidores para intentar acabar con los errores.
Los problemas más comunes eran errores al subir fotos, normalmente una persona tarda en subir 5 o 6 veces su foto hasta que Fotolog la acepte.[cita requerida] Otros, como no poder subir múltiples textos rápidamente, la desaparición de firmas o varias veces la misma firma.

### Cierre de Fotolog
En los últimos años, con la creciente popularidad de Facebook y otras redes sociales como Instagram y Twitter, Fotolog se vio opacada y decreció su uso considerablemente. En enero de 2011, Hi-Media tomó la decisión de despedir a los Administradores de Nueva York y cerrar sus oficinas, para hacerse cargo de la web directamente desde Francia. Para contrarrestar esa mencionada decadencia, Fotolog cambió radicalmente su diseño en febrero de 2012, pero ese diseño jamás se adecuó a lo que era el Sitio originalmente. Además, nunca dejó de tener errores y defectos, fallas técnicas, y la desaparición de los comentarios —que duró un mes y medio— y la pésima comunicación hacia los usuarios, a quienes no escucharon en su descontento, sumadas a lo arraigado que estaba el diseño anterior, tuvieron como consecuencia una pérdida de usuarios aún mayor.
El 4 de enero de 2016, la web Fotolog.com cerró sin previo aviso, aunque ya desde mucho antes sus apps habían sido retiradas de la AppStore y Google Play. El cierre inesperado provocó nostalgia, y quejas entre miembros y exmiembros, ya que no pudieron guardar las fotos que tenían allí almacenadas. El 26 de enero, sin embargo, Fotolog volvió a la web. En cada página aparecía un cartel informando que el sitio "estará inaccesible de forma permanente en las próximas semanas", lapso que comenzó a correr el 20 de febrero.
A pesar de ello el sitio nunca cerró. Finalmente, el 1 de febrero de 2019, sin previo aviso, Fotolog.com dejó de estar disponible en la web.
Actualmente el sitio fotolog.com dirige a una página estilo web magazine, con información sobre tecnologías y sociedad.

## Relanzamiento
El 24 de abril de 2018, se lanzó un nuevo sitio web bajo el dominio fotolog.com, con un nuevo logotipo de Fotolog y un diseño revisado del sitio. Las cuentas y fotos de los usuarios anteriores de Fotolog parecen mantenerse en la plataforma y ser accesibles. Los usuarios que se dieron cuenta del cambio llevaron a Fotolog así como a otras plataformas de medios sociales para anunciar sus descubrimientos.
Fotolog no ha publicado oficialmente ningún anuncio hasta el 30 de abril de 2018. Sin embargo, su cuenta oficial en fotolog.com/fotolog publicó el nuevo logotipo en el día de lanzamiento del nuevo sitio y marcó la foto con una pequeña línea de texto que decía "Aquí comienza un nuevo capítulo de Fotolog".
También parece que un nuevo equipo de España ahora controla Fotolog bajo una entidad legal diferente. Se ha publicado una carta del nuevo equipo de Fotolog en fotolog.com/about donde explicaron su visión de construir una buena red social que priorice el bienestar del usuario y aboga por una forma significativa y saludable de usar la red social. La carta también anuncia la política de "Una publicación por día" para toda la comunidad, que parece ser una extensión de la característica distintiva del antiguo Fotolog pero con un nuevo propósito.

## Funcionamiento
El objetivo de Fotolog era ser un espacio donde compartir las experiencias diarias, mejores fotografías, o momentos representativos del día a día de los usuarios. Además de apostar fuertemente por el componente social de los comentarios (sobre todo en los últimos tiempos) y así crear sentimiento de comunidad. Cada Fotolog era un espacio personal, altamente personalizable y con un nombre que el usuario escogía al registrarse.
Había dos tipos de cuentas, las gratuitas y las de pago (Gold Camera). Las primeras permitían subir una foto diaria y tenían espacio para un máximo de 20 comentarios por foto. Las cuentas Gold Camera permitían subir hasta 6 fotos diarias, ofrecían espacio para 200 comentarios en cada foto, y una mayor modificación de la página personal pudiendo añadir una imagen de título. Además, los Gold podían comentar en fotos con los comentarios ya llenos y su avatar aparecía al lado de su nombre de usuario en los comentarios.

### Normas
La fotografías no podían contener desnudos, cualquier tipo de contenido sexual, ataques racistas, imágenes sangrientas, mutilaciones, etc. El lenguaje inapropiado en los comentarios también estaba prohibido. En caso de violar las reglas, Fotolog, elimina las fotos infractoras o cancela la cuenta del usuario. Esto último generó algunos reclamos por parte de los usuarios debido a que muchas cuentas fueron canceladas sin previo aviso ni motivo aparente.

## Usuarios
En Fotolog.com no se puede asegurar la predominancia de un solo "estilo" o "tipo de usuario", puesto que estos son muy diversos y distintos entre sí; además, un mismo usuario puede subir fotos de distintos "estilos" dependiendo de este, por lo que hace más complicado especificar un estilo determinado de usuario.
Sin embargo, a lo que sí se puede apreciar como "estilo" o "tipo" eran a las fotos de usuarios. De estas, por un lado, las predominantes fueron las "Fotos Personales" de los propios usuarios (solos o acompañados, dentro de una habitación o en un paisaje, etc.), por sobre las fotos sin los usuarios; y por otro lado, predominaban las "Fotos de los Gustos Personales", por sobre otro tipo de fotos.[cita requerida] Entre las "Fotos de los Gustos Personales", las predominantes eran: los gustos de la moda, los gustos deportivos, y los gustos musicales.[cita requerida]

Uno de los grupos de usuarios más activos, en Argentina, eran los Floggers, adolescentes que subían a diario sus fotos y esperaban firmas de sus amigos en amigos/favoritos (A/F) -conocido como effes o f/f- (del inglés Friends/Favorites), o de cualquier persona con cuenta de Fotolog.com que desease firmarles. Los floggers más conocidos fueron Agustina Vivero "Cumbio" (que sacó un libro titulado "Yo, Cumbio"), y Marco Emiliano Colom "El principito".
Durante el 2007 enArgentina, Fotolog fue catalogada como "la página de las tribus urbanas". Esto se debió al notorio crecimiento de usuarios con fotos relacionadas con estas.

## Demografía

### Número de usuarios
| Fecha              | Fotologs en Fotolog.com |
| ------------------ | ----------------------- |
| Mayo de 2002       | 0                       |
| Abril de 2003      | 3000                    |
| 16 de mayo de 2003 | 6670                    |
| Octubre de 2004    | 700.000                 |
| Noviembre de 2004  | 730.000                 |
| Febrero de 2005    | 1.000.000               |
| Mayo de 2005       | 1.300.000               |
| Noviembre de 2005  | 2.000.000               |
| Abril de 2006      | 3.000.000               |
| Agosto de 2006     | 4.000.000               |
| Octubre de 2006    | 5.000.000               |
| Enero de 2007      | 6.000.000               |
| Febrero de 2007    | 6.500.000               |
| Julio de 2007      | 10.000.000              |
| Noviembre de 2007  | 13.000.000              |
| Marzo de 2008      | 16.240.000              |
| Abril de 2008      | 17.244.263              |
| Octubre de 2008    | 21.305.879              |
| Febrero de 2009    | 23.814.216              |
| Julio de 2013      | 33.311.963              |

### Por países
Durante más de un año Fotolog.com dejó de publicar estadísticas demográficas de sus usuarios. Aquí aparece una de 15 de mayo de 2005.[cita requerida]
| País           | Fotologs en Fotolog.com | %    |
| -------------- | ----------------------- | ---- |
| Total          | 1.281.000               | 100  |
| Argentina      | 403.700                 | 31,5 |
| Brasil         | 120.300                 | 9,4  |
| Chile          | 104.200                 | 8,1  |
| Estados Unidos | 78.000                  | 6,1  |

En 2007 volvieron a aparecer estadísticas de usuarios. En febrero del 2007, Estados Unidos tenía 42.000 fotologs menos que en mayo del 2005, y porcentualmente comprendía a menos del 1% de los usuarios.[cita requerida]
|    | País           | Fotologs en Fotolog.com el 19/2/07 | %    |
| -- | -------------- | ---------------------------------- | ---- |
|    | Total          | 6.502.000                          | 100  |
| 1  | Argentina      | 954.600                            | 14,7 |
| 2  | Brasil         | 578.500                            | 8,9  |
| 3  | México         | 458.700                            | 7,1  |
| 4  | Chile          | 290.300                            | 4,5  |
| 5  | España         | 163.500                            | 2,5  |
| 6  | Estados Unidos | 62.200                             | 0,96 |
| 7  | Portugal       | 43.900                             | 0,67 |
|    | Zona Neutral   | 38.600                             | 0,59 |
| 8  | Italia         | 20.300                             | 0,31 |
| 9  | Uruguay        | 18.000                             | 0,28 |
| 10 | Alemania       | 17.200                             | 0,26 |